# Live Forever (píseň, Oasis)
„Live Forever“ je skladba od anglické rockové a britpopové kapely Oasis. Byla napsána Noelem Gallagherem a vydána byla jako třetí singl z jejich debutového alba Definitely Maybe v září 1994. Noel ji napsal v roce 1991, tedy před tím, než působil v Oasis.
Skladba je inspirována Rolling Stones a byla vydána jako odpověď na skladbu I Hate My Self And Want To Die od kapely Nirvana, kterou napsal Kurt Cobain, Noel Gallagher měl sice zvuk Nirvany rád, ale nelíbila se mu negativita písně. Věnována je matce bratrů Gallagherových. Liam Gallagher považuje tuto skladbu za svou nejoblíbenější a mnohokrát ji zahrál na svých koncertech po rozpadu Oasis.
Skladba zazněla po boku dalších hitů Oasis ve videu oznamujícím návrat skupiny (2024) a při oznámení nové tour "Oasis Live '25" v Británii a Irsku.

## Videoklip
Pro skladbu "Live forever" byly udělány dvě verze klipu, pro Británii a Ameriku. Originální videoklip (verze pro Velkou Británii), který byl natočen 24. července 1994, byl režírován Carlosem Grasso a obsahoval mnoho podivností, jako například Liama Gallaghera sedícího na židli přidělané ve vzduchu ke zdi nebo pohřbívání bubeníka Tonyho McCarolla za živa. Některé části Britské verze videoklipu byly natočeny v Strawberry Field památníku, oblasti Central Parku v New York City, která je věnována Johnu Lennonovi - na coveru alba je 251 Menlove Avenue, místo kde vyrůstal a bydlel John Lennon. Americká verze videoklipu byla režírována Nickem Eganem ve, které Oasis hrají v kanceláři ve které jsou na zdech fotografie Sida Viciouse, Kurta Cobaina, Jimmyho Murrisona, Johna Lennona, Briana Jonese, Jimmyho Hendrixe, Marca Bolona a Bobbyho Moora. Oba videoklipy lze nalézt na DVD alba Definitely Maybe z roku 2004. Britská verze videoklipu má na platformě YouTube téměř 50 milionů zhlédnutí.

## Tvůrci
- Liam Gallagher – hlavní vokály, tamburína
- Noel Gallagher – hlavní a akustická kytara, vokály na pozadí
- Paul Arthurs – kytara, piano
- Paul McGuigan – basová kytara
- Tony McCarroll – bicí